# Antonio Maza
Antonio Maza (1872-?) fue el primer vicecónsul mexicano de Douglas, Arizona.

## Nombramiento
En 1903, mientras residía en Naco, Sonora, envió una carta al entonces Secretario de Relaciones Exteriores Ignacio Mariscal notificando sobre la fundación, en 1901, de la ciudad de Douglas, Arizona, de la cual una sexta parte de los habitantes era de origen mexicano. En dicha carta Antonio Maza solicita ser nombrado Vicecónsul a fin de poder atender las necesidades de los mexicanos residentes en esa ciudad, además de recabar los impuestos de los productos que se importaban en esa frontera.
El 1° de mayo de 1903 Ignacio Mariscal responde a dicha carta informándole que, con base en el artículo 85 fracción II el presidente de la República Mexicana, General Porfirio Díaz, le había nombrado Vicecónsul de México en Douglas, Arizona.
Para 1904 se encuentra ya establecido en la ciudad de Douglas.

## La detención de Sarabia
El 30 de junio de 1907, el Vicecónsul reconoció a Manuel Sarabia Díaz de León, editor del diario revolucionario Regeneración mientras caminaba por la calle. Esa misma noche las autoridades norteamericanas aprendieron a Manuel Sarabia Díaz de León y le llevaron a la frontera con México donde fue entregado a las autoridades mexicanas y recluido en la penitenciaría de Hermosillo, Sonora.
Esto provocó críticas por parte de la prensa independiente y fuertes protestas callejeras que exigían la muerte del Vicecónsul Maza. Las protestas cesaron hasta que Manuel Sarabia Díaz de León fue liberado y devuelto a la ciudad de Douglas.
Más tarde Antonio Maza fue citado a los tribunales norteamericanos para responder a los cargos de complicidad en el secuestro de Manuel Sarabia Díaz de León sin resultar culpable de los cargos, no así los policías que participaron en el hecho.